# Lone Tree (Iowa)
Lone Tree est une ville du  comté de Johnson, en Iowa, aux États-Unis. Elle est fondée en 1872 et incorporée le 20 mai 1890.

## Source de la traduction
- (en) Cet article est partiellement ou en totalité issu de l’article de Wikipédia en anglais intitulé « Lone Tree, Iowa » (voir la liste des auteurs).